# کارلینگفورد، نیو ساوت ولز
کارلینگفورد (به انگلیسی: Carlingford) یک حومه شهر در استرالیا است که در نیو ساوت ولز واقع شده‌است.